# Таран Анатолій Васильович
Анатолій Васильович Таран (5 липня 1940, Миропілля — 21 березня 1995, Київ) — український поет, журналіст. Член Спілки письменників України з 1968 року.

## Біографія
Народився 5 червня 1940 року в селі Миропіллі Краснопільского району Сумської області. В 1957 році закінчив середню школу в селі Будилці Лебединського району. Працював в редакції Лебединської районної газеті. У 1964 році закінчив факультет журналістики Львівського вищого військово-політичного училища.

Могила Анатолія Тарана

З 1964 року працював журналістом у військових газетах. На початку 1990-х років вів у газеті «Вечірній Київ» літературно-мистецьку сторінку. Був директором республіканського будинку літераторів. Редактор газети «Оболонь». Підполковник запасу. Видав 15 поетичних і прозових книжок.
Мешкав у Києві. За нез'ясованих обставин помер 21 березня 1995 року. Похований на Байковому кладовищі (ділянка № 49а,50°25′1.90″ пн. ш. 30°30′5.20″ сх. д. / 50.4171944° пн. ш. 30.5014444° сх. д.).
Дружина — Таран Людмила, філолог; син Василь (1995 р.н.).

## Твори
- «Я — мільярдер», 1963
- «Реальність», 1966
- «Ранкова шибка», 1969
- «Аеродром»,
- «Квіти вогню»,
- «Невтрачена мить»,
- «Солдатске поле»,
- «Ветерани фронтового дитинства»
- «Твій прапор, Хрещатику» (документальна повість в співавторстві)
- «Бродячий дощ», 1995
- Перевізник дощу. Поезії. -К:, Молодь, 2000. ISBN 966-7615-13-8